# 维蒂希豪森
维蒂希豪森是德国巴登-符腾堡州的一个市镇。总面积32.36平方公里，总人口1681人，其中男性861人，女性820人（2011年12月31日），人口密度52人/平方公里。